# Nancy Chodorow
Nancy Julia Chodorow (ur. 20 stycznia 1944 w Nowym Jorku) – amerykańska socjolożka i psychoanalityczka, feministka, jedna z czołowych teoretyczek feminizmu psychoanalitycznego, członkini Międzynarodowego Towarzystwa Psychoanalitycznego (ang. International Psychoanalytical Association), autorka kilku książek, z których najbardziej znaną i wpływową jest The Reproduction of Mothering: Psychoanalysis and the Sociology of Gender (1978).

## Życiorys
W 1966 roku Nancy Chodorow ukończyła Radcliffe College, a w 1975 uzyskała stopień doktora socjologii na Uniwersytecie Brandeis. Jej kariera akademicka rozpoczęła się w 1973 roku, gdy Chodorow została wykładowczynią Women's Studies w Wellesley College. W latach 1974–1986 wykładała socjologię w Santa Cruz. Była stypendystką Stanford Center for Advanced Study in the Behavioral Sciences, Fundacji Guggenheima, American Council of Learned Societies i National Endowment for the Humanities. Otrzymała szereg nagród, w tym: Jessie Bernard Award (1979) za swoją pierwszą książkę – The Reproduction of Mothering, L. Bryce Boyer Prize przyznaną przez Society for Psychological Anthropology za książkę The Power of Feelings: Personal Meaning in Psychoanalysis, Gender, and Culture oraz Distinguished Contribution to Women and Psychoanalysis Award (2000) – przyznaną przez Amerykańskie Towarzystwo Psychologiczne. Obecnie jest emerytowaną profesor Uniwersytetu Kalifornijskiego w Berkeley, gdzie przez wiele lat wykładała na wydziałach socjologii i psychologii klinicznej.

## Poglądy[5]
„Dlaczego kobiety chcą być matkami nawet wtedy, gdy nie muszą?” Na to pytanie Chodorow odpowiada w książce The Reproduction of Mothering (tłum. Reprodukowanie roli macierzyńskiej). Odrzuciwszy koncepcję Freuda, zgodnie z którą dla kobiety dziecko jest substytutem penisa, Chodorow bada preedypalną (zamiast edypalnej) fazę psychoseksualnego rozwoju człowieka. Niemowlęta odmiennych płci mają odmienne doświadczenia w „relacji z obiektem” (matką). W okresie preedypalnym niemowlę płci męskiej według Chodorow odczuwa przepływ impulsów seksualnych pomiędzy sobą a matką. W związku z tym doświadcza odmienności własnego ciała od ciała matki, a po wejściu w fazę edypalną – kiedy ta różnica staje się problemem – chłopiec separuje się uczuciowo od matki, by uniknąć konfliktu z ojcem. Proces ten staje się coraz łatwiejszy w miarę jak chłopiec uświadamia sobie znaczenie władzy i prestiżu, jakie można osiągnąć dzięki utożsamieniu się z mężczyznami. Budowanie poczucia własnej tożsamości w opozycji do płci żeńskiej ułatwia również kulturowo przekazywana i umacniana pogarda dla kobiet. Ponieważ między matką i córką nie ma różnicy płci, niemowlę płci żeńskiej w okresie preedypalnym doświadcza „przedłużonej symbiozy” oraz „narcystycznej nadidentyfikacji”. W fazie edypalnej ta symbioza słabnie, a dziewczynka, choć nadal pragnie zdolności do seksualnego zaspokojenia kobiety (w tym wypadku matki), to chce też tego, co symbolizuje ojciec – niezależności i podmiotowej autonomii. „Zazdrość o penisa” w interpretacji Chodorow bierze się nie tylko stąd, że symbolizuje on męską moc i władzę, ale też stąd, że jest on źródłem satysfakcji seksualnej dla matki. Chociaż większość dziewczynek ostatecznie przenosi swoją pierwotną miłość z obiektu żeńskiego na męski, to pierwotna symbioza córki z matką nigdy nie zostaje całkowicie przerwana. Dlatego niezależnie od orientacji seksualnej najgłębsze więzi emocjonalne kobieta odnajduje najczęściej w związkach z innymi kobietami.
Chodorow uważa, że odmienny psychoseksualny rozwój dziewczynek i chłopców ma poważne implikacje społeczne. W związku z separacją od matki chłopiec słabo rozwija zdolność do wchodzenia w głębokie relacje uczuciowe z innymi. To uczuciowe ograniczenie pozwala mu jednak na lepsze przygotowanie do pracy w sferze publicznej, gdzie liczy się dystans, chłodny „obiektywizm” i gotowość do rywalizacji. Dla dziewczynki z kolei związek z matką staje się źródłem umiejętności budowania i utrzymywania złożonych relacji międzyludzkich, które spajają sferę prywatną. Ta sama umiejętność i skłonność jest powodem kłopotów ze znalezieniem sobie miejsca w sferze publicznej, ponieważ „przenikalne granice” kobiecego Ja utrudniają rozpoznanie i realizację własnych, niezależnych potrzeb. Remedium na opisane asymetrie Chodorow widzi w systemie podwójnego rodzicielstwa. Gdyby dzieci były wychowywane w równej mierze przez matki, jak i ojców, dziewczynki i chłopcy potrafiliby jednakowo separować się i wiązać z innymi, cenić relacje i cieszyć się autonomią. Ludzie niezależnie od płci powinni umieć równoważyć swe egoistyczne cele z potrzebami innych. Poza tym, dzieci wychowywane przez oboje rodziców nie postrzegałyby domu jako domeny kobiet, a świata poza domem jako domeny mężczyzn.

## Najważniejsze publikacje
- 1978 The Reproduction of Mothering: Psychoanalysis and the Sociology of Gender
- 1989 Feminism and Psychoanalytic Theory
- 1994 Femininities, Masculinities, Sexualities: Freud and Beyond
- 1999 The Power of Feelings: Personal Meaning in Psychoanalysis, Gender and Culture